# Skrzek – Piano works
Skrzek – Piano works – dokumentacja muzyczna nagrań fortepianowych Józefa Skrzeka z lat 1973 - 1981. Publikacja została wydana jako osiemnasta płyta z 20 płytowego boxu muzycznego dotyczącego twórczości Józefa Skrzeka zatytułowanego Viator 1973–2007 wydanego przez Metal Mind Records.

## Premiera
- Nagrania były rejestrowane: w Polskim Radiu w Warszawie (utwory 1-7 rejestracja 11.12.1973 roku, w Polskim Radiu w Katowicach (utwory 8 -12 rejestracja styczeń 1976 roku); (utwór 13 rejestracja marzec 1978 roku), w Polskim Radiu w Opolu (utwór 14 rejestracja grudzień 1980 roku), (utwór 15 i 16 rejestracja w czerwcu 1981 roku).
- Oficjalna premiera całego dwudziestopłytowego boxu odbyła się w Studiu Koncertowym Polskiego Radia Katowice w kwietniu 2007 r.[2].

## Lista utworów
1. Nadzieja - oczekiwanie - 03:54
2. Krystynie - 04:06
3. Św. Franciszek, gdy po polu chodził - 03:53
4. Wizja SBB - 03:51
5. Impresja 0-16 - 05:51
6. Obsesja na temat[3] - 03:59
7. Preludium dla Jana - 01:21
8. Liść I - 03:26
9. Liść II - 02:44
10. Liść III - 05:59
11. Liść IV - 07:26
12. Liść V - 04:46
13. Wujkowi Adamowi - 04:51
14. Uwertura Nowy Świat - 02:35
15. Kawalerskie muzykowanie - 02:56
16. Toczące się kamienie - 02:39

## Informacje dodatkowe
- Box został wydany w ilości 1000 numerowanych egzemplarzy.